# Onitis vicinus
Onitis vicinus là một loài bọ cánh cứng trong họ Bọ hung (Scarabaeidae).